# Sushi Pack
Sushi Pack é uma série de desenho animado americana-canadense produzida pela DIC Entertainment e transmitida pela CBS de 2007 até 2009.
Sushi Pack é uma paródia infantil aos super-heróis da cultura japonesa e norte-americana, os protagonistas são minúsculos heróis feitos de sushis conhecida como Sushi Pack que protegem a "Cidade do Cais" de inúmeros vilões malucos. Quase todos os episódios giram em torno de valores de saúde alimentar ou trabalho em equipe. Seu estilo de animação lembra animações japonesas (Animes), um estilo Chibi/Kawaii.
No Brasil a série teve uma rápida transmissão em 2009 pela Cartoon Network e atualmente é transmitida pela Rede Aparecida no programa Clubti desde 2012.

## Personagens
- Tako - É o líder da esquadrão. Um sushi de polvo azul como seis longos tentáculos elásticos e um tapa-olho falso. Muitas vezes tem um comportamento narcisista e adora fazer pinturas usando sua própria pinta apesar de não ser um bom pintor. Sua personalidade frequentemente muda. (voz de Marco Aurélio Campos no Brasil )
- Ikura - Aparentemente o segundo no comando. É um sushi de caviar vermelho laranja, é muito compulsivo e irritado. Seu principal poder é atirar bombas grudentas sobre os inimigos. Ele é competitivo e as vezes chega a brigar com Tako. Ele tem medo de ursos, embora não se saiba o motivo. (voz de Robson Kumode no Brasil )
- Maguro - A mais calma da equipe. É uma sushi de atum púrpura. Frequentemente fica meditando e tem uso de poderes psíquicos sendo capaz de flutuar e mover as coisas com a força do pensamento. No entanto em algumas ocasiões ela chega a perder a paciência e se irrita. Concentra sua energia na base do Feng Shui. (voz de Andressa Andreatto no Brasil )
- Kani - A mais sarcástica da equipe. É uma sushi de caranguejo rosa. É ranzinza por se considerar como sendo um caranguejo ela age como uma "casca dura". Aparentemente é a melhor amiga da Maguro, apesar de terem personalidades opostas. Ela possui duas garras na cabeça semelhantes a maria-chiquinhas. (voz de Jussara Marques no Brasil )
- Wasabi - O menor e irracional da equipe. Ele é o único a não ser um sushi, sendo uma gota de mostarda picante verde com uma chama na testa. Ele mostra suportar calor ao contrário dos demais membros que são fracos fora do frio. Tem o poder de atirar bolas de fogo que na verdade são respingos de molho picante. Ele tem um vocabulário incompreensível, segundo os personagens ele fala uma língua própria chamada de "mostardês". (voz de Rita Almeida no Brasil )

### Vilões
- Titanium Chef - Um cozinheiro maligno que cria planos para destruir a Cidade do Cais. Embora sendo um cozinheiro ele é péssimo na cozinha, passa maior parte do tempo criando poções através de seu livro de feitiços orientais. Se assemelha com um peixe-gato humanoide com roupas de samurai. No entanto ele é fraco e é facilmente derrotado pelo Sushi Pack. Foi o responsável pela criação da Legião da Maré Baixa.
- Legião da Maré Baixa - São uma equipe de super-vilões, baseados em outros alimentos da cultura japonesa, considerados os maiores arqui-inimigos do Sushi Pack. Eles são tão minúsculos quando o Sushi Pack e também possuem poderes. Eles são liderados pelo super-vilão Titanium Chef, embora muitas vezes ajam por conta própria.
  - Unagui - É uma enguia-elétrica amarela que representa o alimento unagui. Arrogante e ingênuo, quase sempre procura ser o centro das atenções. Ele também tende a ser o mais ranzinza e aparenta não gostar de Fugu. Tem como maior poder controlar a eletricidade. Ele também já chegou a ajudar o Sushi Pack em dois episódios, apenas por força maior, pois não se considera qualificado para ser um herói.
  - Mochi Macchiato - A única garota da equipe. Ela é feita de sorvete de arroz mochi misturada com caffè macchiato. Ao contrário dos demais membros aparenta não odiar o Sushi Pack inclusive chegando a se tornar amiga de Maguro e Kani em um episódio. Ela também demonstra fraqueza ao ser provocada pelos seus parceiros. Ela possui o poderes congelantes.
  - Toro - Um atum rosado gordo muito semelhante a um lutador de sumô. Ele é o mais forte da equipe, muito elevado para o seu tamanho, pois ele só é um pouco maior que os demais heróis e vilões alimentos. É o mais ingênuo e inocente da equipe, normalmente sendo submisso ao que lhe ordenarem. Maguro já chegou a querer amizade com ele pelo fato de ambos representarem atuns.
  - Fugu -  O mais ranzinza e arrogante da equipe que representa o peixe baiacu. Frequentemente briga com Unagui para ocupar a posição de líder. Tem como principal poder se inchar e ficar maior até um certo limite.
  - Uni - Um ouriço-do-mar-negro com aspecto jamaicano que representa o alimento uni. Pouco se sabe sobre ele, além da capacidade de se morfar.
- Oleander - Uma mulher obesa de pele roxa que trabalha como cozinheira em um programa de tv. No entanto também se dedica ao crime criando planos para deter o Sushi Pack, e ainda devorá-los. Em um episódio criou sua própria equipe de super-vilões feitos a base de alimentos de fast-food.
- Apex - Considerado um dos maiores vilões da Cidade do Cais é um guerreiro musculoso com roupas de samurai, pele amarela e quatro braços. Está sempre criando planos para destruir os maiores heróis incluindo o Sushi Pack, porém sempre tem seus planos frustrados. Tem uma cisma por limpeza e é capaz de encolher quando percebe que seus pertences ficam desarrumados. É o único vilão capaz de unir forças com os outros vilões do Sushi Pack.
- Colecionador - Um homem rico e cleptomaníaco que adora roubar itens valiosos para aumentar sua coleção de pertences. Ele detesta Tako e suas pinturas.
- Sir Darkly - Um misterioso homem sombrio e sem sentimentos que veste um capuz preto. Ele era o antigo lixeiro da Cidade do Cais, porém acabou por querer destruir a cidade usando seus poderes para manipular o lixo e poluir.
- Paradoxtor - Um minotauro cientista louco. Comanda uma equipe de soldados camarões mutantes, porém é obcecado por assistir novelas.
- Jimmy - Um homem adulto e baixinho que adora se disfarçar de criança. Antes era apresentador de um show infantil com o intuito de vender chocolates açucarados e faturar muito dinheiro sujo até ser desmascarado na televisão pelo Sushi Pack. Em outro episódio ele retorna querendo vingança. Na primeira aparição era chamado de "Jimmy Docinho", porém devido um erro na dublagem ele passou a ser chamado de "Jimmy Açúcar".